# Artocarpus tonkinensis
Artocarpus tonkinensis är en mullbärsväxtart som beskrevs av Auguste Jean Baptiste Chevalier. Artocarpus tonkinensis ingår i släktet Artocarpus och familjen mullbärsväxter. Inga underarter finns listade i Catalogue of Life.